# NGC 4576
NGC 4576 is een balkspiraalstelsel in het sterrenbeeld Maagd. Het hemelobject werd op 27 april 1881 ontdekt door de Amerikaanse astronoom Edward Singleton Holden.

## Synoniemen
- UGC 7792
- MCG 1-32-116
- ZWG 42.182
- VCC 1721
- PGC 42152